# Robert Meusburger
Robert Meusburger  är en österrikisk alpin skidåkare.

## Meriter
- Paralympiska vinterspelen 2006
- Guld, slalom stående